# Alejandro Botero Uribe
Alejandro Botero Uribe (Amalfi, 30 de diciembre de 1839-Medellín, 20 de octubre de 1932) fue un político y abogado colombiano, que se desempeñó como Ministro de Gobierno de ese país en 1909. 

## Biografía
Nació en Amalfi, en el penúltimo día de 1839, hijo de Juan Francisco Botero Trujillo (Primer Juez y cofundador del municipio de Amalfi) y de Matilde Uribe Vásquez (Hija del también cofundador de Amalfi Juan Nepomuceno Uribe Mejía). Era hermano del también político Baltasar Botero Uribe, quien fue Gobernador de Antioquia. Realizó sus estudios primarios en su población natal, para después trasladarse a Medellín, donde realizó sus estudios secundarios, y estudió Derecho en la Universidad de Antioquia, de donde se doctoró en esta disciplina, en compañía de los también prominentes políticos Dionisio Arango Mejía, Ricardo Restrepo Callejas y Carlos Eugenio Restrepo.
Inició su carrera en el sector público como Fiscal de Medellín, para después ser prefecto de Santa Rosa de Osos, durante la administración de Pedro Justo Berrío Rojas. Posteriormente se desempeñó como Magistrado del Tribunal Superior de Antioquia y como Secretario de Gobierno de Antioquia. Ocupó en múltiples ocasiones escaños en el Congreso de Colombia, tanto en el Senado como en la Cámara de Representantes. En 1909 ejerció como Ministro de Gobierno del presidente Ramón González Valencia.
En el campo académico fue director de la Escuela de Derecho de la Universidad de Antioquia, director de la Biblioteca Departamental de Antioquia, miembro del Centro Jurídico de Medellín, y colaborador de múltiples medios de comunicación, entre ellos el periódico La Soledad, redactado por Mariano Ospina Rodríguez.
Estaba casado con Felisa Restrepo Ochoa, hija de Pedro Antonio Restrepo Escobar y de Concepción Ochoa Arango, y medio hermana de los empresarios Nicanor y Carlos Eugenio Restrepo Restrepo.